# الجدبة (المحفد)

تعديل مصدري - تعديل

الجدبة هي إحدى قرى عزلة المحفد بمديرية المحفد التابعة لمحافظة أبين، بلغ تعداد سكانها 167 نسمة حسب تعداد اليمن لعام 2004.